# Macrostomum
Macrostomum ist eine Gattung der Plattwürmer und  kommt weltweit vor. Gegenwärtig sind über 180 Arten beschrieben. Diese zwittrigen und freilebenden Plattwürmer sind normalerweise nur einige Millimeter lang. Größere Exemplare (z. B. Macrostomum tuba) können eine Körperlänge von bis zu 5 mm erreichen. Der Körper ist meist transparent und der Querschnitt kleinerer Arten erscheint eher rund als dorsoventral abgeflacht. Arten, welche in Fließgewässern zu Hause sind, sind mit ihrem stromlinienförmigen Bau gut an ihre Umwelt angepasst.

## Name
Der Begriff "Macrostomum" bedeutet "großmäulig" und stammt von dem Griechischen μάκρος, makros, "gross", und στόμα, stoma, "Mund". Im Vergleich zu anderen Strudelwürmern haben Arten der Gattung Macrostomum ein längeres Maul, das über einen muskulären Schlund mit dem Darm verbunden ist. Dieser Schlund kann sich in gewissen Arten bis auf beinahe die Breite des Tieres ausdehnen.

## Lebensweise
Arten der Gattung Macrostomum sind im Wasser und an feuchten Standorten zu finden. Kleinere Arten leben oft in fließendem Wasser während größere Spezies meist in stehenden Gewässern beheimatet sind. Im Meer und Brackwasser lebende Arten halten sich oft interstitiell (in den Zwischenräumen des Sediments) auf, während Exemplare im Süßwasser oft mit Wasserpflanzen assoziiert sind. Viele dieser kleinen Würmer ernähren sich von einzelligen Algen wie Diatomeen, von anderem Zooplankton oder von kleineren Wirbellosen des Benthos. Kannibalismus ist in einigen Fällen bekannt und könnte der Grund sein, weshalb nur jeweils eine oder wenige Arten ein gemeinsames Habitat bewohnen.

## Fortpflanzung
Die Fortpflanzungsorgane von Macrostomum sind relativ einfach aufgebaut. Die männlichen Geschlechtsorgane bestehen aus zwei bilateral angeordneten Hoden und Samenleitern, einer Samenblase, einer Kornsekretblase (Vesicula granulorum), einem Penis (Stilett) und dem Genitalporus. Der weibliche Geschlechtsapparat besteht aus einem oder zwei Eierstöcken, einem oder zwei Eileitern, dem Atrium genitale und dem weiblichen Genitalporus, welcher von akzessorischen Geschlechtsdrüsen umgeben ist. Die Variation in Form und Größe des Stiletts lässt auf die jeweilige Art schließen.

## Fortbewegung
Die Haut von Macrostomum ist mit vielen kleinen Flimmerhärchen ausgestattet, welche eine gleitende Fortbewegung ermöglichen. Weiter sind einzelne oder in Gruppen angeordnete Haftstrukturen (Rhabdites) vorhanden, welche dem Tier helfen, sich am Untergrund festzuhalten. Viele und besonders starke Rhabditen sind am posterioren Ende vorhanden. Um sich am Grund festzuhalten, wird ein Vakuum erzeugt. In einem Experiment wurde gezeigt, dass Tiere, welche von vorne mit Wasser übergossen werden von ventral komplett auf die dorsale Seite gekehrt werden. Dabei können sie sich jedoch immer noch mit dem posterioren Ende am Substrat festhalten, bis sich schlussendlich ein großer Teil des Schwanzes vom Untergrund löst und das Tier weggeschwemmt wird.

## Nervensystem und Sinnesorgane
Das Gehirn von Macrostomum ist einfach aufgebaut. Es besteht aus zwei Ganglien mit Nervenfortsätzen und weiteren Nervenausstülpungen, welche bis ins Epithel reichen. Damit kann das Tier einfache Stimuli aus der Umwelt wahrnehmen und auf diese reagieren. Die primitiven Augen erkennen Lichtstimuli, sind aber nicht in der Lage, ein Bild zu projizieren. Es sind auch Arten bekannt, welche erfolgreich ohne Augen leben. Die Epidermis spielt eine wichtige Rolle bei der Sinneswahrnehmung. Auf ihr befinden sich schwer biegsame, stachelige Fortsätze und Sinneshaare, mit welchen Feinde wahrgenommen und umgangen werden können.

## Arten
Einige Arten:
- M. bicaudatum[5]
- M. dongyuanensis[5]
- M. heyuanensis[5]
- M. johni[8]
- M. lignano,[9] ein Modellorganismus für Studien über verschiedene Bereiche der Biologie. Dazu gehören Entwicklung[10], Bioadhäsion[11], Regeneration[12], Stammzellenbiologie[13], Alterungsprozess[14], Toxikologie[15], Genomik[16], und Evolution[17].
- M. tuba[8]